# فلوريد الفاناديوم الخماسي
فلوريد الفاناديوم الخماسي هو مركب كيميائي لاعضوي صيغته VF5، ويوجد على هيئة صلب عديم اللون.

## التحضير
يحضر المركب من التفاعل المباشر بين عنصري الفاناديوم والفلور عند درجات حرارة مرتفعة تصل إلى 300 °س أو عبر تفاعل عدم تناسب من فلوريد الفاناديوم الرباعي:
{\displaystyle \mathrm {2\ V+5\ F_{2}\longrightarrow 2\ VF_{5}} }
{\displaystyle \mathrm {2\ VF_{4}\longrightarrow VF_{3}+VF_{5}} }

## الخواص
يوجد المركب في الشروط القياسية على هيئة صلب بلوري عديم اللون، وهو مفلور ومؤكسد قوي، فهو قادر على فلورة الكبريت إلى رباعي فلوريد الكبريت:
{\displaystyle {\ce {S + 4 VF5 -> 4 VF4 + SF4}}}